# Marinha Portuguesa
Marinha Portuguesa, er navnet på den maritime gren af det portugisiske forsvar. Flåden er også kendt under navnene Marinha de Guerra Portuguesa eller Armada Portuguesa. Den portugisiske flåde deltager ofte i NATO-øvelser eller -operationer samt foretager operationer af national interesse. I dag udfører Marinha Portuguesa flere nationale roller: Suverænitetshåndhævelse samt kystvagtstjeneste i portugisisk territorialfarvand.

## Historie

### Rødderne
Portugals marinehistorie er tæt knyttet til Portugals historie og man kan sige at flådehistorien er Portugals historie set fra havet. Det første kendte søslag med portugisisk deltagelse var i 1180, under Portugals første konge Afonso I. Slaget foregik nær Cabo Espichel, da en portugisisk flåde anført af ridderen Fuas Roupinho slog en arabisk flåde. Fuas Roupinho forsøgte også to gange at erobre Ceuta, i 1181 og i 1182. Han døde under det sidste af de to forsøg på at indtage den lille provins.
I det 13. århundrede hjalp den portugisiske flåde i erobringen af en række små byer såsom Alcácer do Sal, Silves og Faro, i kampen mod Castilien ved at foretage en række felttog i Galicien og Andalusien. Samtidig deltog flåden også i kampe sammen med andre kristne lande mod de arabiske styrker.
I 1312 blev de første skridt taget mod at skabe en stående flådestyrke med den ene opgave at forsvare landet mod arabiske pirater. I 1317 besluttede kong Dinis I for den første gang at skabe en permanent organisation bag flåden og Manuel Pessanha fra Genova blev udpeget til kongerigets første admiral. I 1321 angreb flåden med stor succes arabiske havne i Nordafrika.
En egentlig stående portugisisk flåde var først en realitet i 1323, og mellem 1336 og 1341 blev de første forsøg på ekspansion ved hjælp af flåden forsøgt med en ekspedition til de Kanariske Øer, sponseret af kong Afonso IV.
I slutningen af det 14. århundrede foretog portugiserne adskillige opdagelsesrejser, hvor flåden havde en stor rolle i udforskningen af havene og beskyttelse af imperiet. Portugal var hermed den første europæiske sømagt med evne til at forsvare sine oversøiske territorier effektivt.

### Erobringer og opdagelser
I begyndelsen af det 15. århundrede, havde landet en periode med fred og stabilitet. Resten af Europa var dog stadig involveret i krig og feudale konflikter, hvilket gjorde Portugal i stand til, som det eneste land, at starte en metodisk og storstilet udforskning af Atlanterhavet.
Den portugisiske ekspansion i løbet af det 15 århundrede kan groft opdeles i fire kategorier:
- Territorial ekspansion i Nordafrika
- Hydrologiske undersøgelser af den afrikanske kystlinje samt de Kanariske Øer
- Oceanografiske og meteorologiske undersøgelser af Atlanterhavet
- Udvikling af navigationsteknikker og -metoder

Den territoriale ekspansion begyndte i Marokko med erobringen af Ceuta i 1415. Udforskningen af den vestafrikanske kyst startede i 1412 og sluttede med ankomsten til Kap det Gode Håb i 1487.

#### Navigationsskolen i Sagres
Efter hans tilbagekomst fra Ceuta, oprettede Henrik Søfareren en navigationsskole i Sagres, som et sted hvor man kunne studere eller undervise i læren om navigation. Man benyttede i starten af opdagelsestiden karavellen på 50 til 160 tons som det foretrukne fartøj til rejserne. De første resultater af rejserne viste sig hurtigt; João Gonçalves Zarco opdagede Porto Santo i 1419 og Madeira i 1420, Diogo de Silves opdagede øen Santa Maria i 1427. I 1424 Gil Eanes krydsede Kap Bojador. Diogo Cão og Bartolomeu Dias ankom til mundingen af Congofloden i 1482 og passerede Kap Det Gode Håb i 1487.
Den største bedrift ved disse opdagelsesrejser stod Vasco da Gama for da han mellem 1497 og 1499 opdagede søvejen til Indien.

### Det 16. århundrede
Da man havde etableret søvejen til det Indiske ocean, begyndte portugiserne at benytte de moderne Karak-skibe (eller Nau på portugisisk). Men søvejen var ikke helt uden farer da arabiske flåder forsøgte at blokere vejen. I 1509 lykkedes det Francisco de Almeida at vinde en stor sejr over araberne i slaget ved Diu, og herefter kunne den portugisiske tilstedeværelse i det Indiske Ocean ikke længere fornægtes.
I Marokko fortsatte de portugisiske erobringer og de indtog byerne Safim, Azamor, Mazagão and Mogador.
I øst, fortsatte portugisiske opdagelsesrejsende deres rejser og fandt Sydøstasien, Kina i 1517 og Australien i 1522. De nåede frem til Taiwan og Japan i den samme periode.
De gik ind i Rødehavet i 1542 for at nedkæmpe en tyrkisk armada i Suez.
I vest nåede portugiserne New Englands kyst i 1520, Californien i 1542 og Hudson Bay i 1588.

### Den iberiske union
I 1580 blev Filip 3. af Spanien også kronet til konge af Portugal, men den portugisiske flåde fortsatte sit engagement med at bekæmpe pirater og holde søvejene åbne. António Saldanha havde kommandoen over en flåde på 30 Karraker, der slog en tyrkisk flåde i Middelhavet og erobrede Tunis.
Unionen med Spanien betød at Portugal nu var fjender med Spaniens fjender; Storbritannien, Frankrig og Holland. Den portugisiske befolkning (ca. 1 million) kunne ikke understøtte krige mod så mange modstandere, og riget begyndte at falde sammen.
I 1618 blev Terço da Armada Real da Coroa de Portugal – marineinfanteriet stiftet.

### Selvstændighed
I 1640 Portugal genvandt Portugal sin uafhængighed fra nabolandet Spanien, men blev efterfølgende tvunget til at kæmpe mod den spanske flåde i adskillige slag, hvilket resulterede i tabet af flere regioner. Disse kampe førte dog også til indgåelsen af fredsaftaler med Storbritannien, Frankrig og Holland.
I 1641 var Marinha Portuguesa igen i stand til at beskytte portugisiske interesser i Europa, samt generobringen af Angola og det nordøstlige Brasilien fra Holland under den Hollandsk-portugisiske krig.

### 18. århundrede
Under kong Johan 5. af Portugal undergik flåden en stor forandring, hvor opbygningen af krigsskibe begyndte at ændre sig fra opbygningen af handelsskibe.
I 1705 sejlede en eskadre på 8 karakker til Gibraltar for at hjælpe Storbritannien mod Spanien.
I 1717 sejrede portugisiske styrker over en Osmannisk flåde i slaget ved Matapan.
I slutningen af det 18. århundrede deltog den portugisiske flåde i kamphandlingerne i Middelhavet mod de franske styrker i Egypten samt belejringen af Malta i 1798-1800.

### 19. århundrede frem til 1. verdenskrig
I november 1807 invaderede den franske general Jean-Andoche Junot's styrker Portugal i et forsøg på at udvide Napoleons imperium. Prinseregenten Johan VI, måtte den 29. november benytte flåden til at flygte til Brasilien med 15.000 medlemmer af regeringen, hoffet og deres familier. Det lykkedes flåden at beskytte hoffet og regeringen indtil de senere kunne vende tilbage. Flåden der sejlede til Brasilien bestod blandt andet af linjeskibet Príncipe Real med 84 kanoner. Derudover var der tre linjeskibe med 74 kanoner; Rainha de Portugal, Príncipe do Brasil og Conde D. Henrique samt fire skibe med 64 kanoner og fire britiske krigsskibe.
Politisk ustabilitet dominerede i Portugal i det 19. århundrede efter Napoleons invasioner. Flåden gik ind i en krisetid, der varede frem til det 20. århundrede.
I starten af 1. verdenskrig blev flåden moderniseret og modtog blandt andet en ubåd og tre fregatter.

### 1. verdenskrig
Under 1. verdenskrig var flådens primære opgave at håndhæve portugisisk suverænitet, søge efter ubåde, eskortere handelsskibe og troppetransportskibe til Frankrig og Afrika. De mest dramatiske hændelser under krigen var træfningen mellem minestrygeren Augusto de Castilho og den tyske ubåd U-139 samt minesprængningen af minestrygeren Roberto Ivens foran havnen i Lissabon.
Efter krigen anskaffede Portugal to skibe fra Storbritannien og 6 torpedobåde fra Østrig.
I 1922 blev flådeofficererne Sacadura Cabral og Gago Coutinho de første til at gennemføre en transatlantisk flyvning til Sydamerika.
Fra 1933 til 1936 blev der anskaffet 22 nye skibe og undergik en større omorganisation.

### 2. verdenskrig
Under 2. verdenskrig håndhævede den portugisiske flåde den portugisiske neutralitet. Til trods for et enormt imperium og få resurser lykkedes det alligevel Portugal at beholde alle landets besiddelser med undtagelse af Portugisisk Timor, der blev invaderet og besat af Japan fra 1942 til 1945.
Efter krigen blev Portugal optaget i NATO og anskaffede 3 ubåde, 7 fregatter, 4 patruljebåde, 16 minestrygere, 4 minerydningsfartøjer og 3 havundersøgelsesskibe.

### Portugisiske kolonikrige
Efter næsten et halvt århundrede uden kamphandlinger så den portugisiske flåde atter kamp i den sidste halvdel af det 20. århundrede. Disse kamphandlinger fandt sted i det Indiske Ocean mod Indien samt ved Portugals afrikanske kolonier under de portugisiske kolonikrige.
Den Portugisisk-indiske krig brød ud i 1961 efter Portugal nægtede at afgive sine indiske kolonier. Man sendte korvetten NRP Afonso de Albuquerque til området ud for Goa, sammen med tre patruljebåde af Lancha de Fiscalização-klassen til området omkring de tre enklaver: Goa, Diu og Damão. Den forældede Afonso de Albuquerque blev kraftigt beskadiget af de to indiske fregatter Betwa og Beas og blev strandet ved Mormugao da 5 besætningsmedlemmer var dræbt og 13, inklusiv kaptajnen Cunha Aragao, alvorligt såret. Besætningen blev taget som krigsfanger af indiske styrker. Dele af Afonso de Albuquerque blev bjærget og kan ses på Orlogsmuseet i Mumbai, mens resten blev solgt som skrot. Patruljebåden NRP Vega, bevæbnet med en 20 mm Oerlikon maskinkanon beskød et indisk militærfly der foretog flyvninger ved Diu og blev sænket ved gengældelsesild.
Under kolonikrigene i Afrika (1961-1975), spillede Portugals flåde endnu engang en stor rolle, ved kampene, patruljerne og amfibiemissionerne i havene ud for Angola, Portugisisk Guinea og Mozambique, såvel som at forsyne de portugisiske styrker i Atlanten (Kap Verde, São Tomé, Angola), det Indiske Ocean (Mozambique) og Stillehavet (Timor og Macau).

### 1975 til nu
Den portugisiske flåde har været særdeles aktive i fredsbevarende operationer, og har brugt krigsskibe, helikoptere og amfibiestyrker til blandt andet evakueringen af portugisiske statsborgere fra konfliktzoner i Afrika. De bedst kendte operationer foregik i Bolama (Guinea-Bissau, 1990), Luanda (Angola, 1992), og Bissau (Guinea-Bissau, 1998 og igen i 1999). I disse situationer skabte portugisiske styrker sikre zoner i krigszonerne hvor kommandosoldater og specialstyrker opsamlede civile og evakuerede dem til fregatter der ventede langs kysten. I Angola i 1992 blev de dog evakueret ved hjælp af C-130 Herkules transportfly..
Marinha Portuguesa har også deltaget i adskillige fredsbevarende og fredsskabende missioner i samarbejde med NATO-, FN- eller EU-styrker langt fra Portugal.
Under golfkrigen i 1990-1991, støttede det portugisiske støtteskib NRP São Gabriel de allierede styrker i den Persiske bugt. I de forskellige krige på Balkan, som resulterede i opløsningen af Jugoslavien, var flåden en vigtig del af Portugals bidrag til FN og NATO, og havde permanent en fregat med specialstyrker stationeret i Adriaterhavet mellem 1991 og 2000. Desuden havde Portugal kommandoen over Operation Active Endeavour mellem december 2001 og januar 2002. Tættere på Europa har Portugal kontinuerligt sat styrker til rådighed for EU-operationerne til støtte for Spanien i at bekæmpe den massive illegale immigration og narkosmugling der finder sted på de spanske sydkyster og de Kanariske Øer.
Derudover har det portugisiske marineinfanteri har også, under ledelse af FN, deltaget i fredsbevarende operationer i Kinshasa (Zaire, 1997) og Republikken Congo (1998), Østtimor (1999-2004), den EU-ledede operation i den Demokratiske Republik Congo i 2006 samt Operation Ocean Shield. Da floden Save i 2000 gik over sine bredder i Mozambique, blev et kontingent marineinfanterister omgående sendt til området og hjalp med evakueringen af civile langs floden.
Under Østtimors løsrivelse fra Indonesien i 1999, deployerede Portugal to fregatter og andre styrker til dets tidligere koloni i Stillehavet. NRP Vasco da Gama (F330) og NRP Hermegildo Capelo (F481) forblev i området frem til midten af 2001. Et kompagni bestående af 155 marinesoldater blev også sendt til området som en del af FN's fredsbevarende styrke mens situationen var mest anspændt. Fra 2004 har er mindre gruppe af marinesoldater blevet integreret i en rådgivningsgruppe i tæt samarbejde med det portugisiske hjemmeværn og Østtimors væbnede styrker.
De to fregatter af Vasco da Gama-klassen; NRP Álvares Cabral (F331) og NRP Corte Real (F332) har ofte deltaget i store NATO-øvelser i det Indiske Ocean, og begge skibe har fungeret som flagskibe i Operation Ocean Shield ved Adenbugten. I 2009 og januar 2010 var NATO-styrken under portugisisk ledelse, og styrken modtog herefter prisen "exceptional bravery at sea" fra International Maritime Organization for styrkens mange indgreb mod piraterne ved Afrikas Horn..

## Organisation

### Rangorden
| NATO-rang        | OF-10               | OF-9      | OF-8           | OF-7             | OF-6            | OF-5                    | OF-4               | OF-3            | OF-2             | OF-1                                      | OF(D)                                 |
| ---------------- | ------------------- | --------- | -------------- | ---------------- | --------------- | ----------------------- | ------------------ | --------------- | ---------------- | ----------------------------------------- | ------------------------------------- |
| Distinktion      |                     |           |                |                  |                 |                         |                    |                 |                  |                                           |                                       |
| Portugisisk rang | Almirante da Armada | Almirante | Vice-almirante | Contra-almirante | Comodoro        | Capitão de Mar e Guerra | Capitão de Fragata | Capitão-tenente | Primeiro-tenente | Segundo-tenente Guarda-marinha/Subtenente | Aspirante (Officer) Aspirante (Andre) |
| Dansk rang       | Findes ikke         | Admiral   | Viceadmiral    | Kontreadmiral    | Flotilleadmiral | Kommandør               | Kommandørkaptajn   | Orlogskaptajn   | Kaptajnløjtnant  | Premierløjtnant Løjtnant                  | Findes ikke                           |

### Opbygning
- Commando Naval (Flådens Operative Kommando, placeret i Oeiras)
  - Comando da Zona Marítima dos Açores (Azorernes marinedistrikt, beliggende i Ponta Delgada)
  - Comando da Zona Marítima do Norte (Nordens marinedistrikt)
  - Comando da Zona Marítima da Madeira (Madeiras marinedistrikt)
  - Esquadrilha de Escoltas Oceânicas (Søeskorteeskadren)
    - 3x Vasco da Gama-klassen
    - 2x Bartolomeu Dias-klassen
    - 4x João Coutinho-klassen
    - 3x Baptista de Andrade-klassen

  - Esquadrilha de Patrulhas (Patruljeeskadren)
    - 3x Cacine-klassen
    - 2x Albatroz-klassen
    - 5x Argos-klassen
    - 4x Centauro-klassen
    - 1x Rio Minho-klassen
    - 1x Viana do Castelo-klassen

  - Esquadrilha de Submarinos (Ubådseskadren)
    - 2x 209PN

  - Støtteskibe
    - NRP Bérrio
    - NRP Schultz Xavier
    - NRP Sagres (skolesejlskib)
    - UAM Creoula (skolesejlskib)
    - UAM Polar (skolesejlskib)
    - UAM Vega (skolesejlskib)

  - Esquadrilha de Helicópteros (Helikoptereskadrillen)
    - 5x Westland Super Lynx Mk.95

  - Corpo de Fuzileiros (Marineinfanteriet)
    - Batalhão de Fuzileiros nº1 (1. Marinebataljon)
    - Batalhão de Fuzileiros nº2 (2. Marinebataljon)
    - Unidade de Polícia Naval (Militærpoliti)
    - Destacamento de Acções Especiais (Specialstyrkedetachement)
    - Companhia de Apoio de Fogos (Ildstøttekompagni)
    - Companhia de Apoio de Transportes Tácticos (Taktisk transportkompagni)
    - Destacamento de Mergulhadores Sapadores Nº1 (1. Kampsvømmerdetachement)
    - Destacamento de Mergulhadores Sapadores Nº2 (2. Kampsvømmerdetachement)
    - Destacamento de Mergulhadores Sapadores Nº3 (3. Kampsvømmerdetachement)

  - Base Naval de Lisboa (Flådebasen i Lissabon, placeret i forstaden Alfeite)

### Fremtidige anskaffelser
- 6x inspektionsskib af Viana do Castelo-klassen.
- 1x amfibie-dokskib.
- 2x Miljøskib
- 5x kystpatruljefartøj